# Institut Finlay
L'Institut Finlay est un organisme cubain – fondé en 1991 – qui réalise des recherches médicales et produit essentiellement des vaccins. Il est nommé d'après le médecin cubain Carlos Finlay qui fut le premier à émettre l'hypothèse de l'implication d'un moustique comme vecteur de la fièvre jaune.
Dans la lutte contre la Covid-19, Cuba mène ses propres recherches pour développer des vaccins avec notamment le Soberana 02. En mars 2021 Vicente Vérez, directeur de l'Institut Finlay, annonce un retard dans l'élaboration des vaccins et indique un début de vaccination de la population cubaine en juillet 2021 .

## Liens
- Sites officiels : www.finlay.edu.cu et www.finlay.sld.cu
- Ressource relative à la recherche :   - Global Research Identifier Database
- Notices d'autorité :   - ISNI